# Montrevel-en-Bresse
Montrevel-en-Bresse – miejscowość i gmina we Francji, w regionie Owernia-Rodan-Alpy, w departamencie Ain.

## Demografia
Według danych na styczeń 2012 roku gminę zamieszkiwały 2462 osoby, a gęstość zaludnienia wynosiła 239,7 osób/km².